# Discoglypha plenorbis
Discoglypha plenorbis är en fjärilsart som beskrevs av Louis Beethoven Prout 1934. Discoglypha plenorbis ingår i släktet Discoglypha och familjen mätare. Inga underarter finns listade i Catalogue of Life.